# Centrale nucléaire de Kewaunee
La centrale nucléaire de Kewaunee occupe un site de 900 acres à Carlton dans le Wisconsin, 40 km au sud-est de Green Bay. 
Elle a définitivement arrêté de fonctionner le 7 mai 2013, bien qu'ayant obtenu une prolongation de 20 ans de sa durée de vie (jusqu'en 2033) : aucun repreneur n'a souhaité racheter la centrale, mise en vente par son propriétaire.

## Description
Kewaunee était la 4e centrale nucléaire construite au Wisconsin, et la 44e pour les États-Unis. Elle était exploitée par la compagnie Dominion Generation du groupe Dominion.
Elle disposait d'un unique réacteur à eau pressurisée (REP) construit par Westinghouse, mis en service en 1974, avec une puissance nominale de 568 MWe.
En 2006, la centrale a subi un incident sérieux par manque d'eau mais cependant aucune fuite radioactive n'a été constatée.
La compagnie Dominion Generation exploite également les centrales de Surry, de North Anna et de Millstone.